# Marathon van Berlijn 2000
De marathon van Berlijn 2000 werd gelopen op zondag 10 september 2000. Het was de 27e editie van deze marathon. 
De Keniaan Simon Biwott was het sterkst bij de mannen. Hij kwam over de streep in 2:07.42. De Japanse Kazumi Matsuo won bij de vrouwen in 2:26.15.

## Uitslagen

### Mannen
| rang   | naam               | land | tijd    |
| ------ | ------------------ | ---- | ------- |
| Goud   | Simon Biwott       | KEN  | 2:07.42 |
| Zilver | Antoni Peña        | ESP  | 2:07.47 |
| Brons  | Jackson Kabiga     | KEN  | 2:09.52 |
| 4      | Takahiro Sunada    | JPN  | 2:10.08 |
| 5      | Paul Kiptanui      | KEN  | 2:10.43 |
| 6      | Elias Chebet       | KEN  | 2:11.06 |
| 7      | James Moiben       | KEN  | 2:12.31 |
| 8      | Motsehi Moeketsana | RSA  | 2:12.47 |
| 9      | William Musyoki    | KEN  | 2:12.54 |
| 10     | Moges Taye         | ETH  | 2:13.35 |

### Vrouwen
| rang   | naam               | land | tijd    |
| ------ | ------------------ | ---- | ------- |
| Goud   | Kazumi Matsuo      | JPN  | 2:26.15 |
| Zilver | Franca Fiacconi    | ITA  | 2:26.42 |
| Brons  | Zhang Shujing      | CHN  | 2:27.14 |
| 4      | Noriko Geji        | JPN  | 2:27.41 |
| 5      | Melanie Kraus      | GER  | 2:27.58 |
| 6      | Helena Sampaio     | POR  | 2:29.34 |
| 7      | Hiromi Nakayama    | JPN  | 2:29.39 |
| 8      | Alina Ivanova      | RUS  | 2:31.26 |
| 9      | Sara Ferrari       | ITA  | 2:31.48 |
| 10     | Chantal Dällenbach | FRA  | 2:33.56 |

1974 ·
1975 ·
1976 ·
1977 ·
1978 ·
1979 ·
1980 ·
1981 ·
1982 ·
1983 ·
1984 ·
1985 ·
1986 ·
1987 ·
1988 ·
1989 ·
1990 ·
1991 ·
1992 ·
1993 ·
1994 ·
1995 ·
1996 ·
1997 ·
1998 ·
1999 ·
2000 ·
2001 ·
2002 ·
2003 ·
2004 ·
2005 ·
2006 ·
2007 ·
2008 ·
2009 ·
2010 ·
2011 ·
2012 ·
2013 ·
2014 ·
2015 ·
2016 ·
2017 ·
2018